# Pallavolo Plaisance
Maillots
Le Pallavolo Plaisance (connu également sous les noms des différents sponsors principaux au cours de son existence) était un club de volley-ball basé à Plaisance qui a été fondé en 1982 et évoluait au plus haut niveau national (Serie A1). Les Placentins  ont récupéré à plusieurs reprises la place d'équipes professionnelles italiennes : Mezzolombardo Volley (2000), Pallavolo Turin (2001), Volley Milan (2003). Le Pallavolo Plaisance a été dissout en 2018.

## Histoire

Ancien logo du Pallavolo Plaisance

### Sponsorsing
- 1999-2000 : AS Piacenza Volley
- 2000-2001 : Copra Junior Volley 90 Piacenza
- 2001-2002 : Copra Piacenza
- 2002-2003 : Copra Ventaglio Piacenza
- 2003-2004 : Coprasystel Ventaglio Piacenza
- 2004-2005 : Copra Piacenza
- 2005-2007 : Copra Berni Piacenza
- 2007-2009 : Copra Nordmeccanica Piacenza
- 2009-2010 : CoprAtlantide Piacenza
- 2010-2011 : Copra Morpho Piacenza
- 2011-2014 : Copra Elior Piacenza
- 2014-2015 : Copra Piacenza
- 2015-2017 : LPR Piacenza
- 2017- : Wixo LPR Piacenza

## Palmarès
| Compétitions nationales | Compétitions internationales |
| - Championnat d'Italie (1) - Vainqueur : 2009 - Finaliste : 2004, 2007, 2008, 2013 - Coupe d'Italie (2) - Vainqueur : 2014, 2023 - Finaliste : 2006 - Supercoupe d'Italie (1) - Vainqueur : 2009 - Finaliste : 2014 | - Ligue des champions (0) - Finaliste : 2008 - Coupe de la CEV (0) - Finaliste : 2004, 2007 - Top Teams Cup (2) - Vainqueur : 2006, 2013 |

## Joueurs et personnalités du club

### Entraîneurs
Le tableau suivant présente la liste des entraîneurs du club depuis 2000.
| Rang | Nom               | Période   |
| ---- | ----------------- | --------- |
| 1    | / Youri Panchenko | 2000-2001 |
| 2    | Mauro Berruto     | 2001-2003 |
| 3    | Julio Velasco     | 2003-2004 |

| Rang | Nom                 | Période         |
| ---- | ------------------- | --------------- |
| 4    | Ljubomir Travica    | 2004-2005       |
| 5    | Francesco Dall'Olio | 2005-2007       |
| 6    | Angelo Lorenzetti   | 2007-janv. 2012 |

| Rang | Nom           | Période         |
| ---- | ------------- | --------------- |
| 7    | Luca Monti    | Janv. 2012-2014 |
| 8    | Andrea Radici | 2014-mars 2015  |
| 9    | Marco Camperi | Mars 2015-2015  |

| Rang | Nom              | Période |
| ---- | ---------------- | ------- |
| 10   | Alberto Giuliani | 2015-   |

### Saison en cours
| No                                                   | Nom                                                  | Date de naissance                                    | Taille                       | Poids                        | Poste                        |
| ---------------------------------------------------- | ---------------------------------------------------- | ---------------------------------------------------- | ---------------------------- | ---------------------------- | ---------------------------- |
| 3                                                    | Davide Marra                                         | 12 mars 1984                                         | 180                          | 70                           | Libero                       |
| 4                                                    | Kévin Le Roux                                        | 11 mai 1989                                          | 208                          | 91                           | Central                      |
| 5                                                    | Pier Paolo Partenio                                  | 6 février 1993                                       | 193                          | 78                           | Passeur                      |
| 6                                                    | Samuele Papi                                         | 20 mai 1973                                          | 191                          | 84                           | Réceptionneur-attaquant      |
| 7                                                    | Alessandro Fei                                       | 29 novembre 1978                                     | 204                          | 90                           | Central                      |
| 8                                                    | Lorenzo Smerilli                                     | 11 août 1987                                         | 178                          | 72                           | Libero                       |
| 9                                                    | Denis Kaliberda                                      | 24 septembre 1990                                    | 192                          | 92                           | Réceptionneur-attaquant      |
| 10                                                   | Robertlandy Simón                                    | 11 juin 1987                                         | 206                          | 91                           | Central                      |
| 11                                                   | Hristo Zlatanov                                      | 21 avril 1976                                        | 201                          | 103                          | Réceptionneur-attaquant      |
| 12                                                   | Gazmend Husaj                                        | 23 novembre 1987                                     | 201                          | 103                          | Réceptionneur-attaquant      |
| 13                                                   | Luca Tencati                                         | 16 mars 1979                                         | 200                          | 97                           | Central                      |
| 17                                                   | Luca Vettori                                         | 26 avril 1991                                        | 200                          | 87                           | Attaquant                    |
| 6                                                    | Antoine Brizard                                      | 22 mai 1994                                          | 196                          | 96                           | Passeur                      |
|                                                      |                                                      |                                                      |                              |                              |                              |
| Encadrement technique                                | Encadrement technique                                |                                                      | Légende                      | Légende                      | Légende                      |
| Entraîneur : Luca Monti                              | Entraîneur : Luca Monti                              | Entraîneur : Luca Monti                              | : Capitaine                  | : Capitaine                  | : Capitaine                  |
| Entraîneur(s) adjoint(s) : Davide Alessandro Delmati | Entraîneur(s) adjoint(s) : Davide Alessandro Delmati | Entraîneur(s) adjoint(s) : Davide Alessandro Delmati | : Joueur blessé actuellement | : Joueur blessé actuellement | : Joueur blessé actuellement |

| Équipe type : Pallavolo Plaisance                                                                   |
| \| De Cecco · # 18 Kaliberda · # 9 Simón · # 10 Vettori · # 17 Papi · # 6 Fei · # 18 Marra · # 3 \| |
| De Cecco · # 18 Kaliberda · # 9 Simón · # 10 Vettori · # 17 Papi · # 6 Fei · # 18 Marra · # 3       |

| De Cecco · # 18 Kaliberda · # 9 Simón · # 10 Vettori · # 17 Papi · # 6 Fei · # 18 Marra · # 3 |

### Joueurs emblématiques
- Andrea Gardini (central, 2,02 m)
- Enrique De La Fuente (réceptionneur-attaquant, 1,94 m)
- Nikola Grbić (passeur, 1,93 m)
- Đula Mešter (central, 2,03 m)
- Evgeni Ivanov (central, 2,10 m)
- Tuomas Sammelvuo(réceptionneur-attaquant, 1,93 m)
- Osvaldo Hernández (attaquant, 2,00 m)
- Leonell Marshall (réceptionneur-attaquant, 1,96 m)
- Anderson Rodrigues (attaquant, 1,89 m)